# ميلفورد (ديلاوير)
ميلفورد (بالإنجليزية: Milford, Delaware)‏ هي مدينة تقع في الولايات المتحدة في ديلاوير. يقدر عدد سكانها بـ 9,559 نسمة .

## التركيبة السكانية
حدّد مكتب تعداد الولايات المتحدة بيانات التركيبة السكانية لميلفورد في تعداد الولايات المتحدة. في ما يلي، التركيبة السكانية حسب تعدادي 2000 و2010.

### تعداد عام 2000
بلغ عدد سكان ميلفورد 6,732 نسمة بحسب تعداد عام 2000، وبلغ عدد الأسر 2,665 أسرة وعدد العائلات 1,699 عائلة مقيمة في المدينة. في حين سجلت الكثافة السكانية 263.6 نسمة لكل كيلومتر مربع (682.7/ميل2). وبلغ عدد الوحدات السكنية 2,897 وحدة بمتوسط كثافة قدره 113.4 لكل كيلومتر مربع (293.7/ميل2).
وتوزع التركيب العرقي للمدينة بنسبة 67.97% من البيض و23.26% من الأمريكيين الأفارقة و0.34% من الأمريكيين الأصليين و1.04% من الأمريكيين ذوي الأصول الآسيوية و0.16% من سكان جزر المحيط الهادئ و4.25% من الأعراق الأخرى و2.97% من عرقين مختلطين أو أكثر و8.82% من الهسبانيون أو اللاتينيون من أي عرق.
بلغ عدد الأسر 2,665 أسرة كانت نسبة 35.8% منها لديها أطفال تحت سن الثامنة عشر تعيش معهم، وبلغت نسبة الأزواج القاطنين مع بعضهم البعض 42.6% من أصل المجموع الكلي للأسر، ونسبة 16.8% من الأسر كان لديها معيلات من الإناث دون وجود شريك،  بينما كانت نسبة 4.4% من الأسر لديها معيلون من الذكور دون وجود شريكة وكانت نسبة 36.2% من غير العائلات. تألفت نسبة 31.2% من أصل جميع الأسر من عدة أفراد يعيشون في نفس المنزل ونسبة 15.5% كانت تتألف من شخص يعيش بمفرده يبلغ من العمر 65 عاماً أو أكثر. وبلغ متوسط حجم الأسرة المعيشية 2.44، أما متوسط حجم العائلات فبلغ 3.03.
بلغ العمر الوسطي للسكان 35.1 عاماً. وكانت نسبة 26.3% من القاطنين تحت سن الثامنة عشر، وكانت نسبة 9.4% بين الثامنة عشر والرابعة والعشرين عاماً، ونسبة 27.2% كانت واقعةً في الفئة العمرية ما بين الخامسة والعشرين والرابعة والأربعين عاماً، ونسبة 18.1% كانت ما بين الخامسة والأربعين والرابعة والستين، ونسبة 15.4% كانت ضمن فئة الخامسة والستين عاماً فما فوق. يوجد لكل 100 أنثى 87.0 ذكر، ويوجد لكل 100 أنثى في الثامنة عشر من عمرها فما فوق 82.0 ذكر.
بلغ متوسط دخل الأسرة في المدينة 32,525 دولارًا، أما متوسط دخل العائلة فبلغ 40,333 دولارًا. وكان متوسط دخل الذكور 29,271 دولارًا مقابل 23,164 دولارًا للإناث. وسجل دخل الفرد الخاص بالمدينة 16,181 دولارًا. وكانت نسبة 10.4% من العائلات ونسبة 14.4% من السكان تحت خط الفقر، وكان من هؤلاء نسبة 21.1% تحت سن الثامنة عشر ونسبة 12.6% في الخامسة والستين من العمر وما فوق.

### تعداد عام 2010
بلغ عدد سكان ميلفورد 9,559 نسمة بحسب تعداد عام 2010، وبلغ عدد الأسر 3,743 أسرة وعدد العائلات 2,356 عائلة مقيمة في المدينة. في حين سجلت الكثافة السكانية 374.3 نسمة لكل كيلومتر مربع (969.4/ميل2). وبلغ عدد الوحدات السكنية 4,126 وحدة بمتوسط كثافة قدره 161.6 لكل كيلومتر مربع (418.5/ميل2).
وتوزع التركيب العرقي للمدينة بنسبة 65.02% من البيض و22.26% من الأمريكيين الأفارقة و0.52% من الأمريكيين الأصليين و1.15% من الأمريكيين ذوي الأصول الآسيوية و0.23% من سكان جزر المحيط الهادئ و8.14% من الأعراق الأخرى و2.68% من عرقين مختلطين أو أكثر و15.80% من الهسبانيون أو اللاتينيون من أي عرق.
بلغ عدد الأسر 3,743 أسرة كانت نسبة 32.2% منها لديها أطفال تحت سن الثامنة عشر تعيش معهم، وبلغت نسبة الأزواج القاطنين مع بعضهم البعض 41.7% من أصل المجموع الكلي للأسر، ونسبة 15.9% من الأسر كان لديها معيلات من الإناث دون وجود شريك،  بينما كانت نسبة 5.3% من الأسر لديها معيلون من الذكور دون وجود شريكة وكانت نسبة 37.1% من غير العائلات. تألفت نسبة 31.1% من أصل جميع الأسر من عدة أفراد يعيشون في نفس المنزل ونسبة 13.6% كانت تتألف من شخص يعيش بمفرده يبلغ من العمر 65 عاماً أو أكثر. وبلغ متوسط حجم الأسرة المعيشية 2.48، أما متوسط حجم العائلات فبلغ 3.06.
بلغ العمر الوسطي للسكان 37.9 عاماً. وكانت نسبة 24.4% من القاطنين تحت سن الثامنة عشر، وكانت نسبة 8.5% بين الثامنة عشر والرابعة والعشرين عاماً، ونسبة 25% كانت واقعةً في الفئة العمرية ما بين الخامسة والعشرين والرابعة والأربعين عاماً، ونسبة 24.7% كانت ما بين الخامسة والأربعين والرابعة والستين، ونسبة 17.4% كانت ضمن فئة الخامسة والستين عاماً فما فوق. وتوزع التركيب الجنسي للسكان بنسبة 47.1% ذكور و52.9% إناث.

## أعلام
- جورج بي فيشر
- بيتر ف كوزي
- تشارلز بولك
- جوناثان إس. ويليس
- جيف بالدوين